# Прапор Егіни
Прапор Егіни — прапор, який використовується на острові Егіна в Греції.

## Дизайн
Прапор Егіни по діагоналі розділений білою смугою, верхня частина якої синя з синім хрестом, окресленим білим кольором, і нижня частина червона з білим якорем. У центрі прапора зелена черепаха у білому диску, символом острова в Стародавній Греції. Під черепахою напис грецькою: ΝΗΣΟΣ ΑΙΓΙΝΑ (Нісос Егіна, острів Егіна), а по діагоналі напис: ΠΡΩΤΗ ΠΡΩΤΕΥΟΥΣΑ ΤΟΥ ΝΕΟΤΕΡΟΥ ΕΛΛΗΝΙΚΟΥ ΚΡΑΤΟΥΣ («Егіна: перша столиця нової грецької держави»). Місто Егіна справді було першою столицею Греції близько місяця після здобуття незалежності. Потім уряд переїхав до Нафпліона і, нарешті, до Афін. 

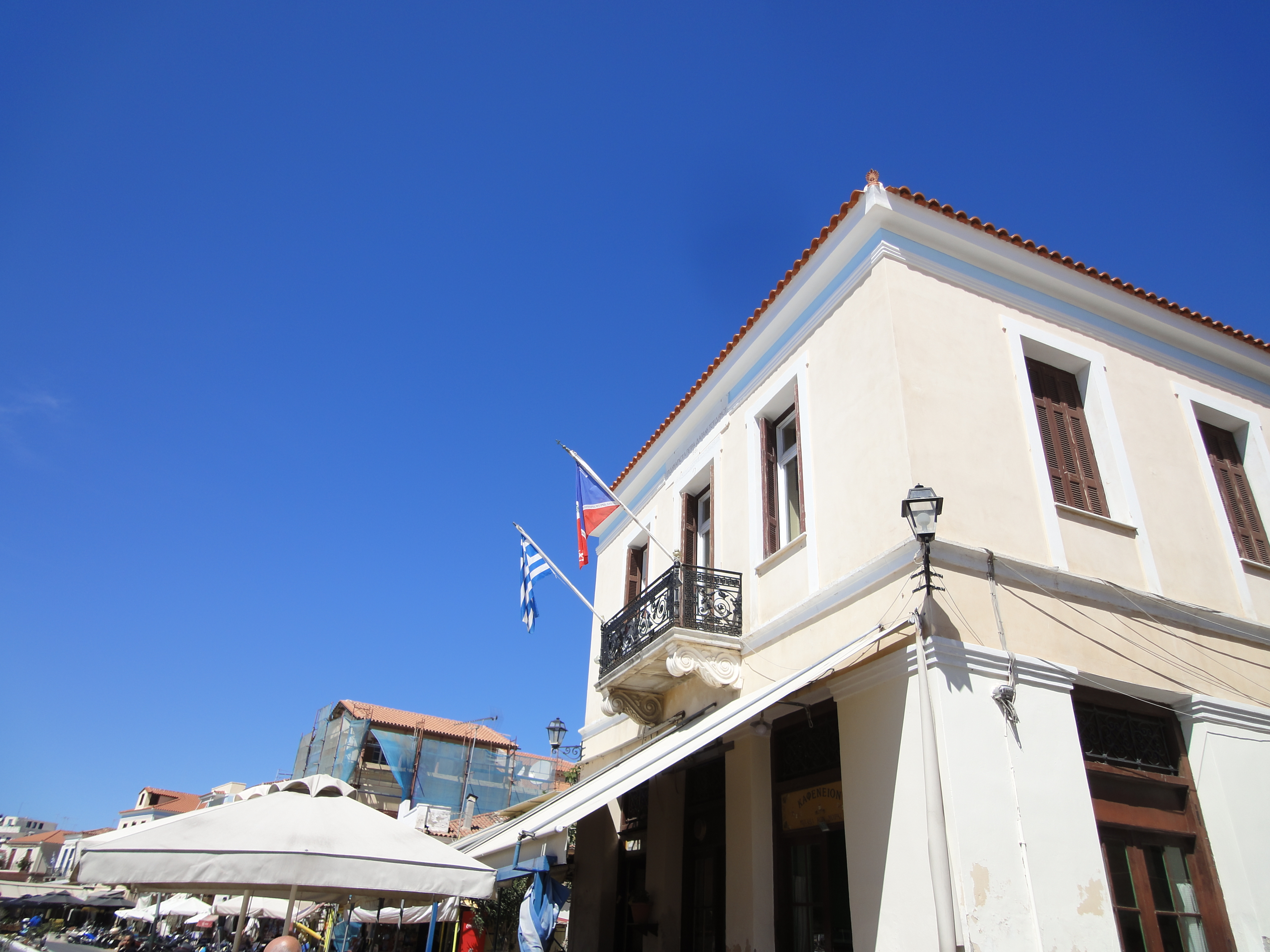
Прапор майорить біля ратуші Егіни